# 慢性消耗病
慢性消耗病（まんせいしょうもうびょう、英: chronic wasting disease; CWD）とはシカのプリオン病。2023年3月末時点では、飼育下においてはアメリカ、カナダ、韓国で発生が確認されており、野生下ではアメリカ、カナダ、ノルウェー、フィンランド、スウェーデンで感染シカが見つかっている。ミュールジカ、エジロジカ、エルク、ヘラジカ、アカシカ、オグロジカ、ニホンジカにおいて発生する。通常は3-5歳齢で発生し、体重減少を中心とする消耗症状が現れる。また、感染後数か月すると唾液や糞便中に異常プリオンが排出され、他の個体への経口感染が起こり得る。ヒトに対しての感染が起こる確率は種間バリアの影響により低いとされている。末期には神経症状が現れ、起立不能となり誤嚥性肺炎等により死亡する。確定診断は臨床症状だけでは行えず、病理組織学的検査および異常プリオンタンパク質の検出により行う。他のプリオン病と同様に、現時点で治療法は存在しない。